# Viaduc de l'Elle
Le viaduc de l'Elle a été construit entre 2006 et 2007, à Villac, pour permettre à l'autoroute A89 de franchir la vallée de l'Elle, au nord de Terrasson-Lavilledieu.
L'ouvrage a été réalisé en conception-réalisation sur un projet proposé par le groupement d'entreprises demathieu & bard et URSSA conçu avec l'architecte Jean-Louis Jolin (1935-2015).
L'ouvrage est constitué d'un tablier de type bipoutre mixte acier-béton avec consoles et pièces de pont. La pile la plus haute atteint 90,69 m.

## Principaux intervenants
- Maître d'ouvrage : Autoroutes du Sud de la France
- Assistant au maître d'ouvrage  : Setec
- Architecture : Jean-Louis Jolin
- Entreprise mandataire et génie civil : demathieu & bard
- Construction métallique : Urssa (es)

## Dimensions principales
- Le tablier a une longueur totale de : 474 m
- Portées des travées : 45 m - 2x76 m - 80 m - 2x76 m - 45 m
- Largeur du tablier : 19,40 mètres
- Entr'axe des poutres de chaque tablier : 9,40 mètres
- Hauteur des poutres métalliques : 2,90 mètres

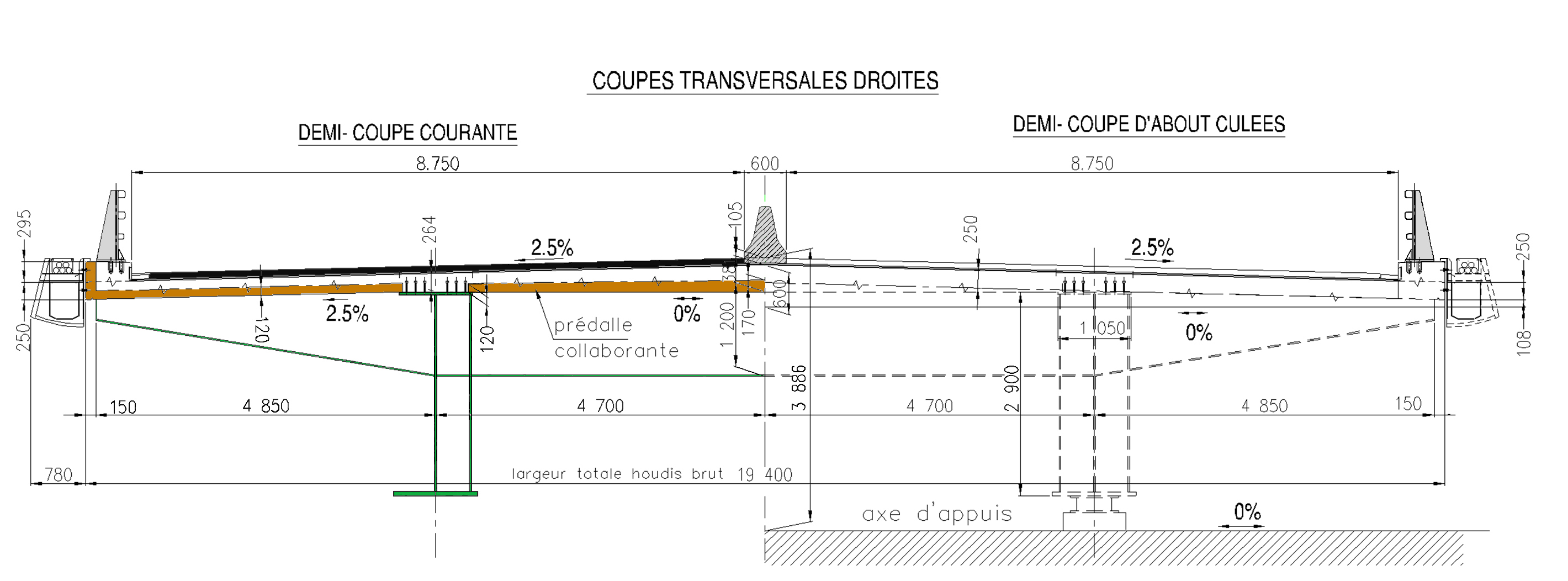
Section transversale du tablier

## Réalisation
Le tablier est de pente longitudinale constante à 3,5 %. Son tracé en plan est en forme de S avec des rayons de courbure variable.

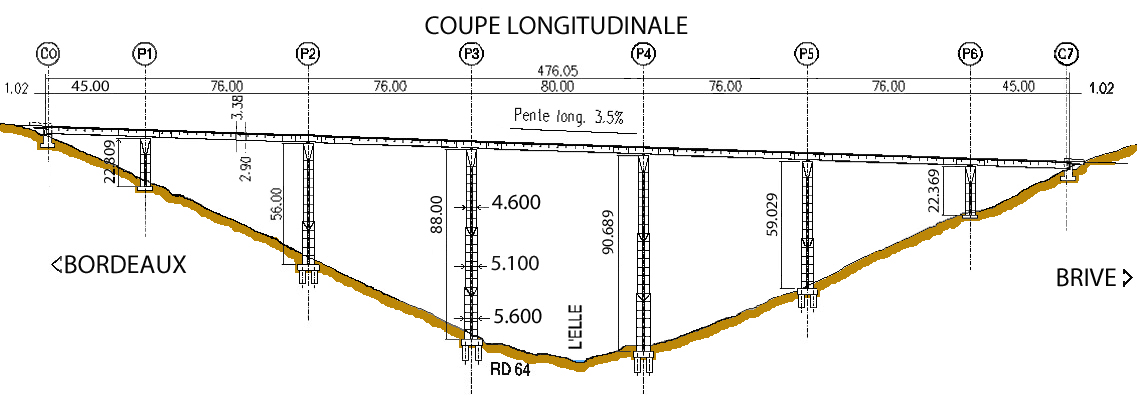
Coupe longitudinale

### Réalisation des piles

#### Réalisation du fût

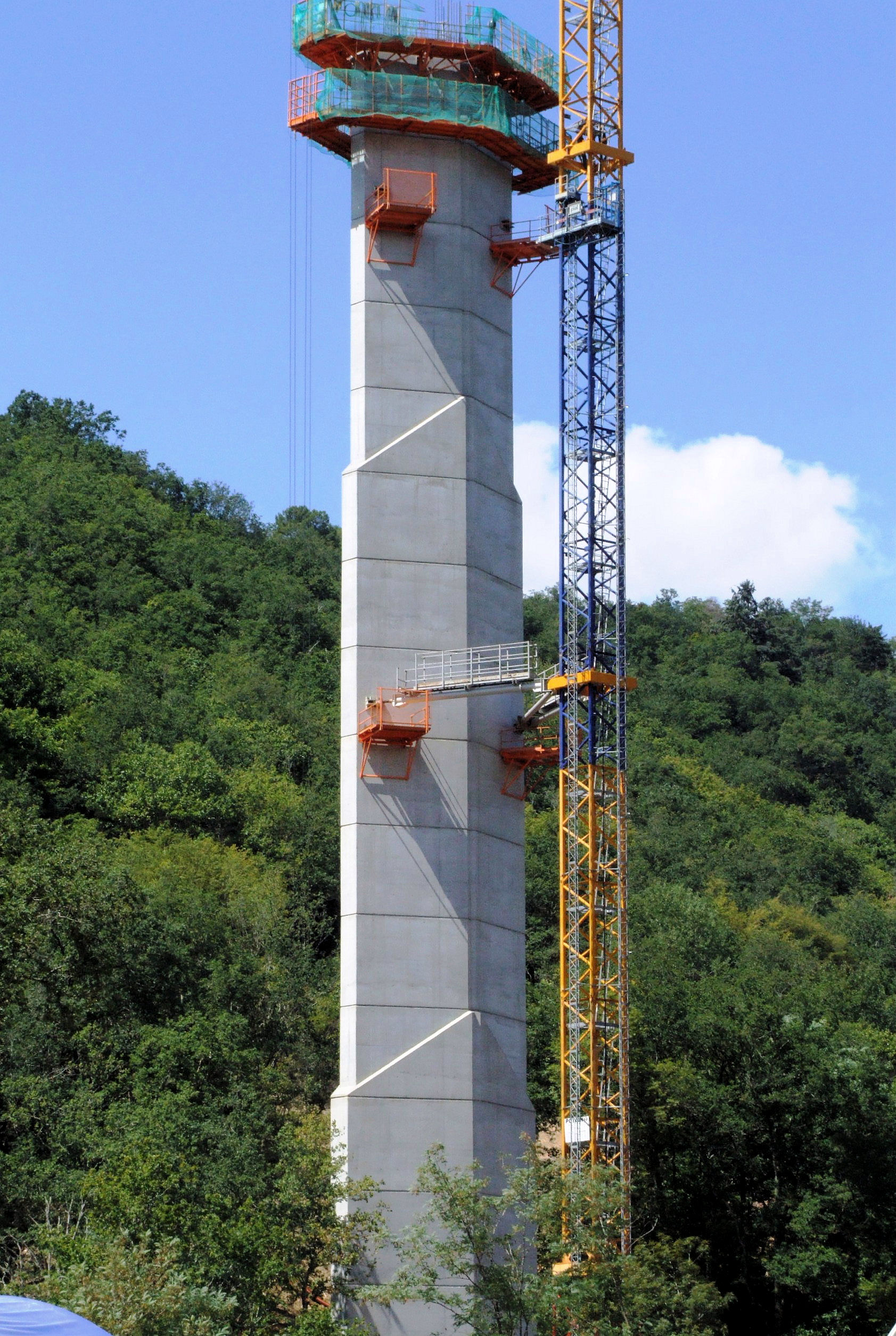
Réalisation du fût de la pile P3

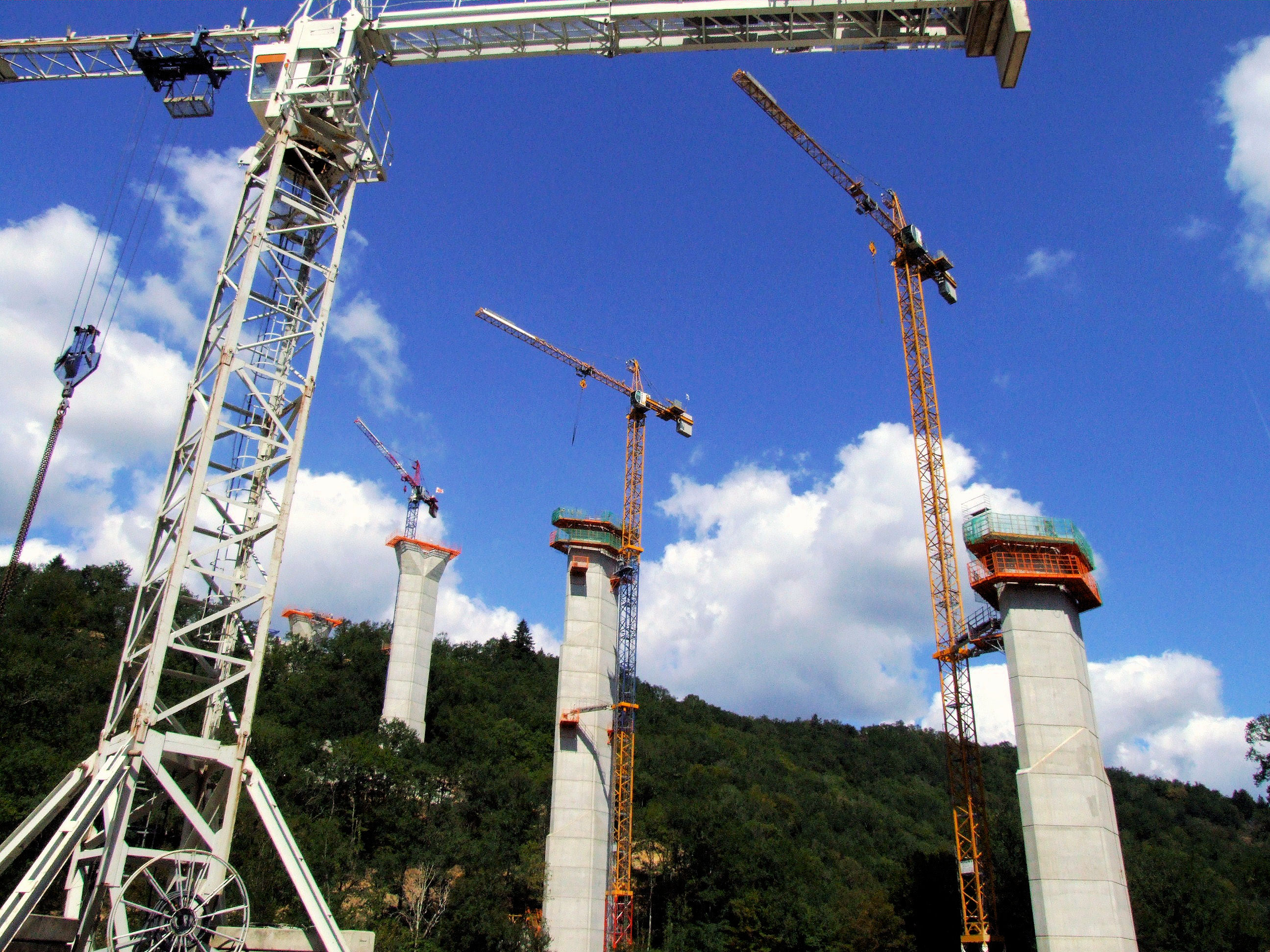
Réalisation des fûts piles

Les fûts de pile sont réalisées à l'aide des coffrages semi-grimpants.

#### Réalisation du chevêtre des piles

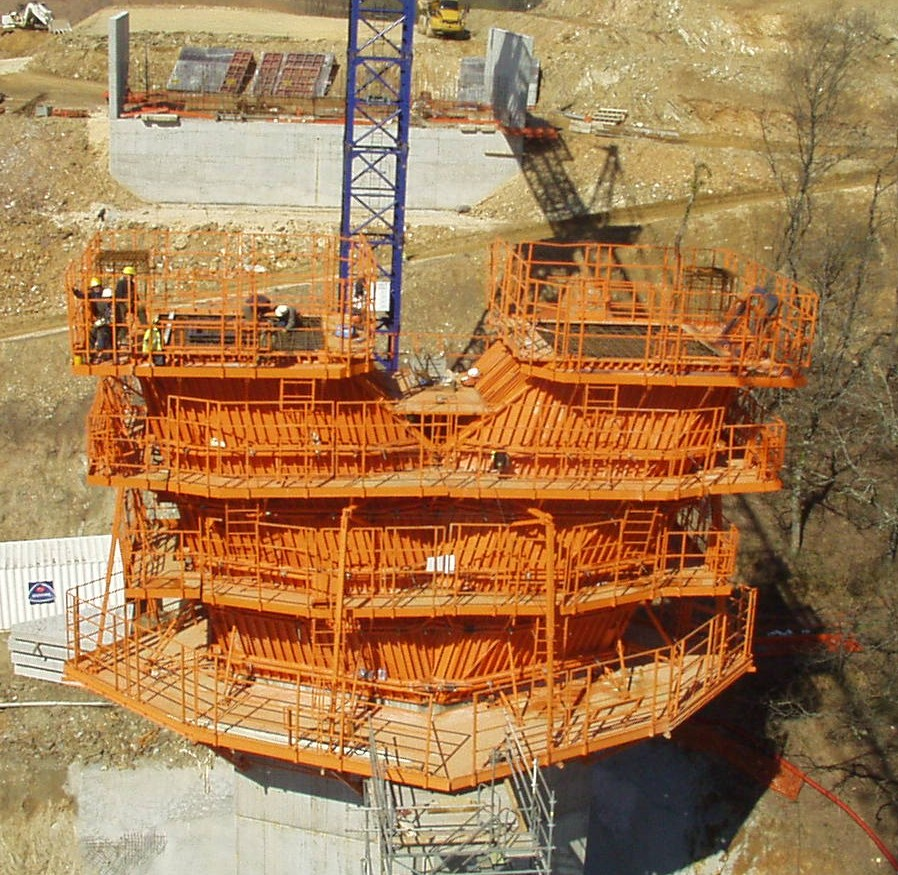
Coffrage du chevêtre de la pile P1

Les chevêtres en tête de pile sont réalisés à l'aide de coffrages spéciaux faisant toute sa hauteur.

 
 
 
 
 
 
 
 
 
 
 
 
 

### Réalisation du tablier
Le tablier a été lancé en deux moitiés, lancées chacune à partir d'une culée.

#### Réalisation de la charpente métallique
L'ensemble de la charpente métallique a été réalisée dans les usines d'URSSA, en Espagne à Vitoria-Gasteiz en éléments :
- les poutres principales longitudinales, en toute hauteur, par tronçons de 20 mètres maximum,
- les pièces de pont,
- les consoles,

Les éléments sont amenés sur site par transport routier.

#### Pose de la charpente métallique et lançage

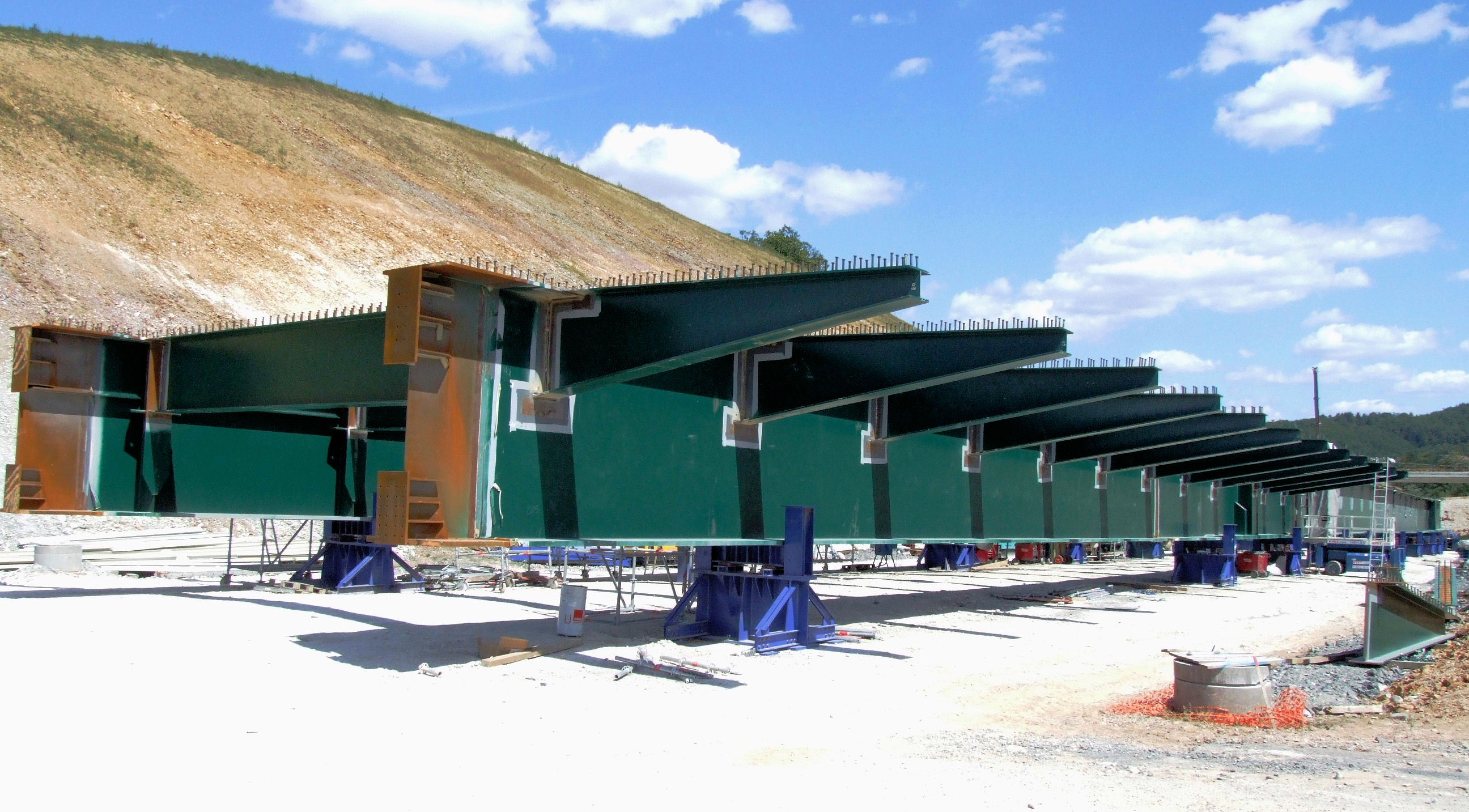
Montage des éléments de charpente à l'arrière des culées

Les différentes pièces métalliques sont amenées sur chaque site de montage placé à l'arrière des culées :
- réglage de l'implantation et du nivellement des éléments de poutres longitudinales,
- soudage des pièces de pont tous les 4 mètres, entre les poutres longitudinales,
- soudage des consoles de part et d'autre des poutres longitudinales.

#### Pose des prédalles en béton armé

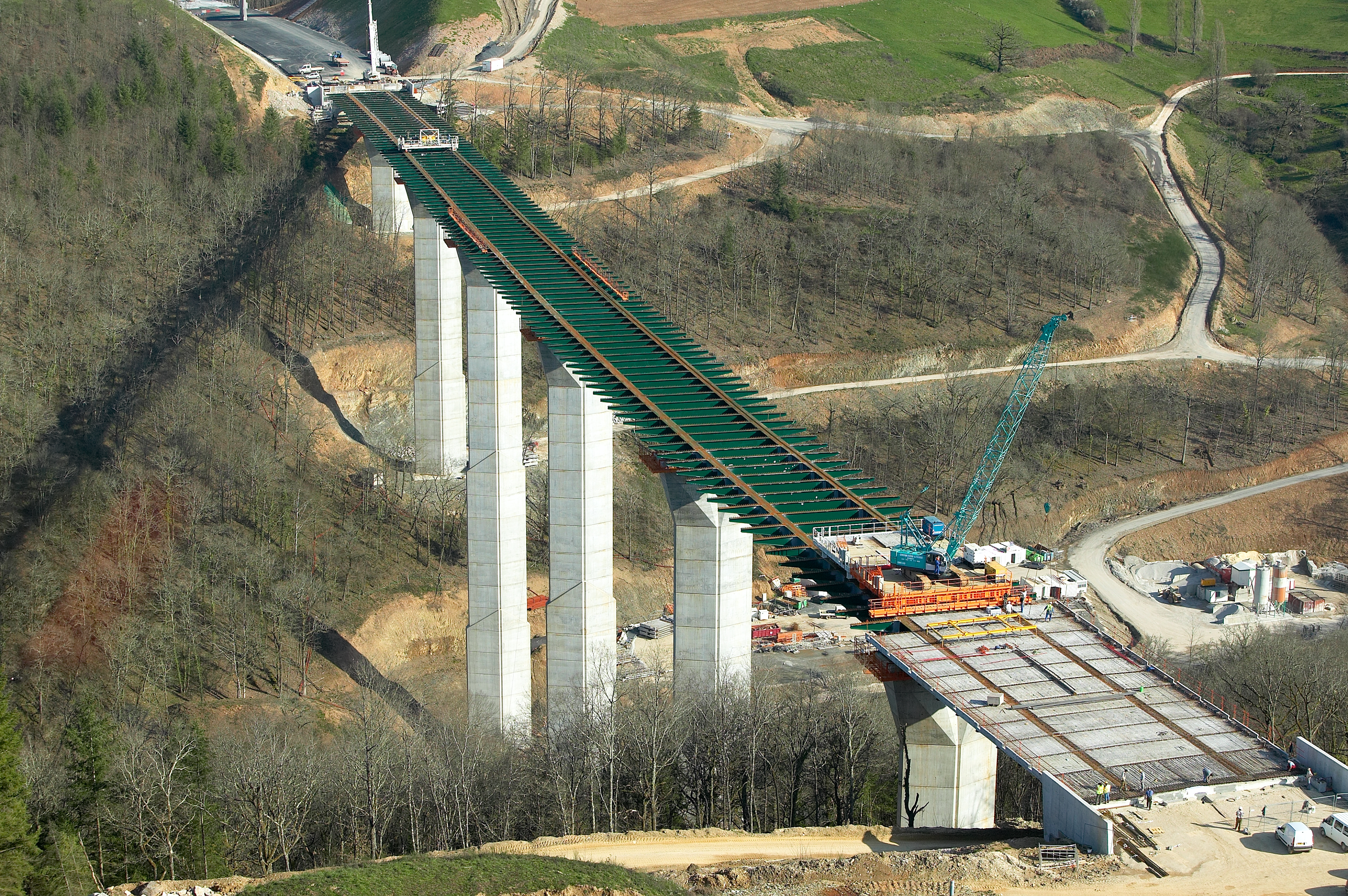
Pose des prédalles à l'aide de chariots se déplaçant sur les poutres longitudinales

Le hourdis en béton armé a été réalisé à l'aide de prédalles faisant de 4 m de longueur. La largeur du tablier est faite en trois prédalles correspondant aux parties en encorbellement et à la partie entre poutres longitudinales. Les prédalles ont une épaisseur sensiblement égale à la moitié de l'épaisseur totale. Les prédalles sont posées à l'aide d'un chariot roulant sur les poutres longitudinales.

#### Bétonnage de la seconde phase du hourdis en béton armé
Après la pose de presque toutes les prédalles et la mise en place d'un ferraillage de seconde phase, le chantier a bétonné le béton de seconde phase du tablier.